# Madame (Dokumentarfilm)
Madame ist ein Schweizer Dokumentarfilm von Stéphane Riethauser aus dem Jahr 2019.  

## Inhalt
Der Film erzählt die Geschichte von Caroline und ihrer Beziehung zu ihrem Enkel – und Regisseur des Films – Stéphane Riethauser. Mithilfe von Archivmaterial rekonstruiert Riethauser die beeindruckende Karriere seiner Grossmutter, die in der Genfer Bourgeoisie aufwuchs und sich stets gegen bürgerliche Moralvorstellungen stellen musste. Weiter zeigt der Film feinfühlig auf, wie Riethauser mit seiner Homosexualität ähnlich mit konservativen Auffassungen konfrontiert war, und inwiefern dies die Beziehung zu seiner Grossmutter beeinflusste. 

## Festivals
Madame wurde bei zahlreichen Festivals aufgeführt, unter anderem bei Visions du Réel in Nyon und der Documenta in Madrid, wo der Film eine Auszeichnung erhielt. 

## Auszeichnungen
- Jury Prize bei der Documenta Madrid[2]